# Université technique de Dortmund
L'université technique de Dortmund est une université allemande, à Dortmund en Westphalie, fondée le 16 décembre 1968. Elle est spécialisée dans les sciences naturelles et de l'ingénieur.

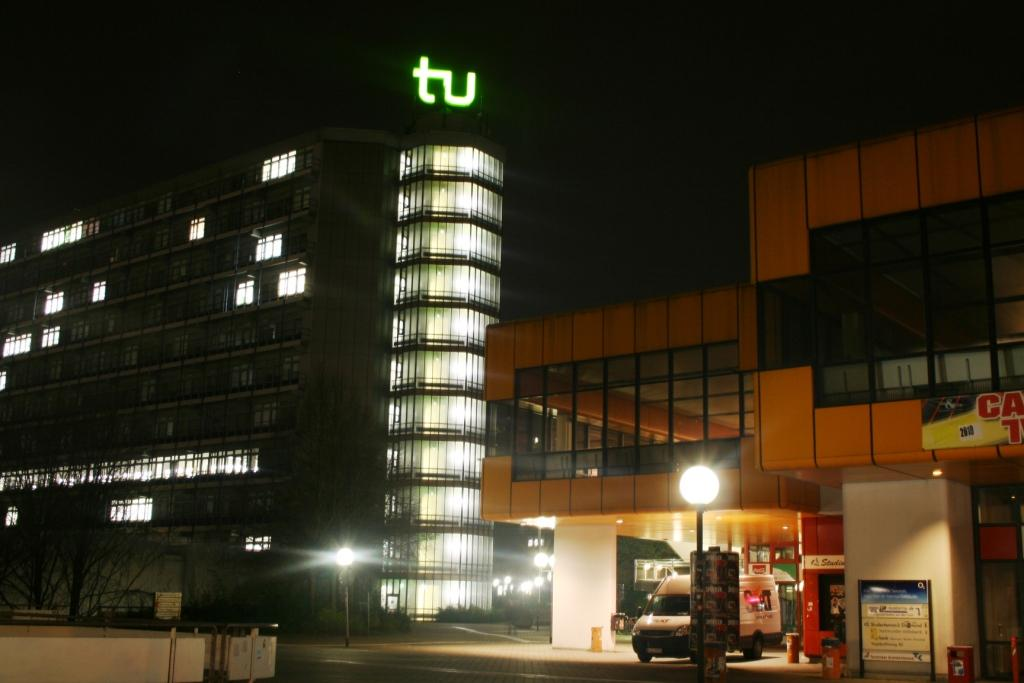
Logo lumineux du bâtiment de mathématiques

## Histoire

### Fondation
La première initiative de construction d'une université à Dortmund date de l'année 1897. Sous l'impact de l'industrialisation, il y fut envisagé un collège technique. La première candidature de la ville de Dortmund fut déposée auprès du gouvernement
```

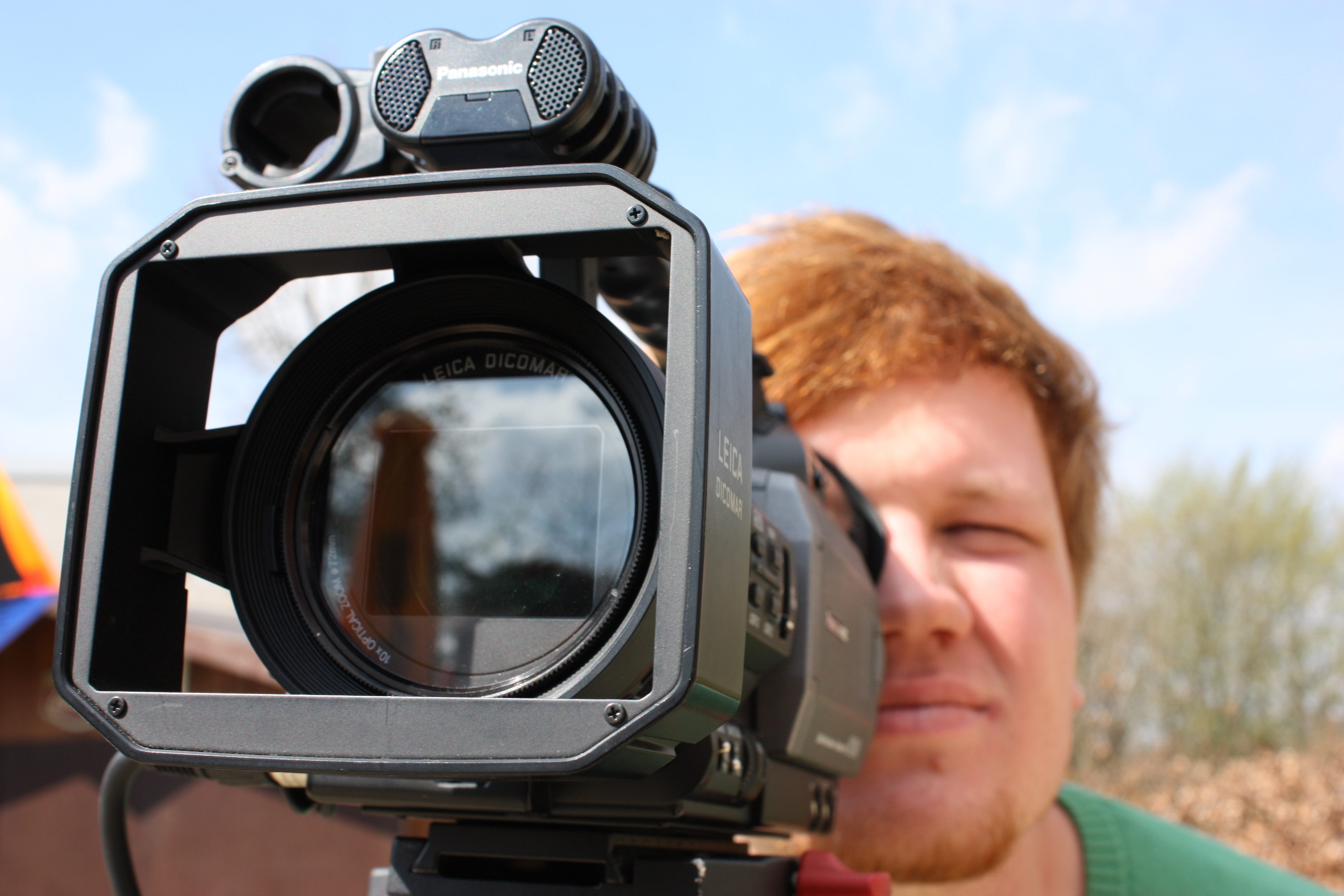
Dùsseldorf in Deutschland

prussien mais a été rejetée malgré le soutien d'entreprises ainsi que de la communauté scientifique en 1908. La candidature est réitérée en 1926 et en 1945 mais ces tentatives échouent, d'abord sous le gouvernement militaire britannique, puis sous le gouvernement de Rhénanie du Nord-Westphalie. Par la suite, en 1960 le gouvernement régional prend la décision d'implanter un nouveau campus. Si Dortmund partait grande favorite c'est finalement le site de Querenburg à Bochum qui est choisi. À la suite de cette décision qui crée l'
université de la Ruhr à Bochum
, l'indignation dans la ville de Dortmund est grande, et c'est pourquoi le gouvernement régional décide un an plus tard de construire un collège technique de Dortmund.
```

En 1963 le comité fondateur, présidé par Schmeisser de Dean Martin propose un projet qui est adopté deux ans plus tard. Ce projet vise la création d'une université mettant l'accent sur les sciences naturelles et les sciences de l'ingénieur. La construction débuta la même année, dans le quartier de Eichlinghofen, et le 26 mai 1966 la première pierre fut posée par le ministre-président de la Rhénanie du Nord-Westphalie; Franz Meyer. Le 16 décembre 1968 l'université est officiellement inaugurée en présence du président fédéral Lübke Heinrich et par le ministre-président Heinz Kühn de la Rhénanie du Nord-Westphalie.

### Développement depuis les années 1980
Le 1er avril 1980 l'école des hautes études en pédagogie de la Ruhr et l'université technologique de Dortmund ont fusionné, réunissant ainsi les départements de l'éducation normale et spécialisée (dans des domaines comme la rééducation ou le travail social), de la biologie, des sciences sociales, de la philosophie et de la théologie, des langues et de la littérature mais aussi du journalisme et de l'histoire, de la musique, du design, du sport et de la géographie.
En Septembre 1983, l'arrêt de train appelé université de Dortmund a été ouverte sur la ligne de train nouvellement construite entre Dortmund et Bochum rendant de la sorte l'université plus facilement accessible.
Depuis le 2 mai 1984, une navette aérienne relie les deux complexes universitaires nord et sud. On a ensuite prolongé la ligne jusqu'au parc technologique de l'université de Dortmund en 2003.
2007 est une année de changements majeurs pour l'université puisqu'elle fonde avec l'université de Duisbourg et Essen et l'université de la Ruhr à Bochum le réseau universitaire UMAR - Université Allemande Metropole Ruhr. Par la même occasion et après de nombreux débats, elle change de nom pour devenir l'université technique de Dortmund.

### Les recteurs de l'université de Dortmund
Chronologie des présidents de l'université de la Ruhr à Bochum:
| • Martin Schmeißer     | (1968-1976) |
| • Erich Te Kaat        | (1976-1978) |
| • Paul Velsinger       | (1978-1990) |
| • Detlef Müller-Böling | (1990-1994) |
| • Albert Klein         | (1994-2002) |
| • Eberhard Becker      | (2002-2008) |
| • Ursula Gather        | Depuis 2008 |

## Structure
L'université compte 16 départements, dont les sciences naturelles, les sciences de l'ingénieur et les sciences humaines : 
- Mathématiques
- Physique
- Chimie
- Informatique
- Statistique
- Ingénierie biochimique
- Génie mécanique
- Électrotechnique et technologies de l'information et de la communication
- Aménagement du territoire
- Sciences économiques et sociales
- Architecture
- Sociologie et Pédagogie
- Sciences humaines et théologie
- Ethnologie
- Arts et Sports
- Sciences de la réadaptation

## Sources
- (de) Cet article est partiellement ou en totalité issu de l’article de Wikipédia en allemand intitulé « Technische Universität Dortmund » (voir la liste des auteurs).

1. 1 2  titre=Chiffres Chiffres détaillés sur l'université